# Новошмідтівка
Новошмі́дтівка — село в Україні, у Сухоєланецькій сільській громаді Миколаївського району Миколаївської області. Населення становить 483 особи.

## Географія
Селом тече річка Куций Єланець.

## Населення
Згідно з переписом УРСР 1989 року чисельність наявного населення села становила 477 осіб, з яких 209 чоловіків та 268 жінок.
За переписом населення України 2001 року в селі мешкало 465 осіб.

### Мова
Розподіл населення за рідною мовою за даними перепису 2001 року:
| Мова       | Відсоток |
| ---------- | -------- |
| українська | 94,41 %  |
| російська  | 4,97 %   |
| молдовська | 0,41 %   |
| інші       | 0,21 %   |